# Keychain Access
Keychain Access — застосунок Mac OS X, який постачає користувачу доступ до Apple Keychain і конфігурації її компонентів, включно паролі до вебсайтів, вебформ, FTP-серверів, акаунтів SSH, мережевих ресурсів, бездротових мереж, додатків для колективної роботи, зашифрованих образів дисків і т. д.
Розташований в теці Utilities, що в свою чергу знаходиться в Applications. Є службовим додатком Mac OS X, оновлюється через Software Update, отже не може бути переміщеним з теки Utilities. 
Є також утиліта командного рядка security